# ビワヒガイ
ビワヒガイ（琵琶鰉、Sarcocheilichthys variegatus microoculus）はコイ科カマツカ亜科に属する魚。琵琶湖固有種である。カワヒガイ S. v. variegatus とは亜種の関係となる。自然分布は、琵琶湖と瀬田川であるが、移植等によって東北地方、関東平野、北陸地方、諏訪湖、高知県にも分布する。

## 形態
全長は約20 cmほどになる。背鰭に1本の黒色帯がある。幼魚は体側に黒色縦帯があるが、成長につれ薄れる。カワヒガイに似ているが、吻がとがって長く、やや口が大きいなどの違いがある。また、眼が小さく、尾鰭後縁の切れこみが深いという特徴がある。口ひげは短い。
繁殖期の雄は、頬が橙色になり目が赤くなる。

## 生態
湖や河川下流域の砂底や砂礫底で障害物の多い場所に生息する。雑食性であり、水生昆虫や小型の巻貝、付着藻類などを食べる。繁殖期は4月から7月であり、カワヒガイと同様にメスはイシガイやタガイなどの二枚貝の入水管に産卵管を挿入し、外套腔に産卵する。産卵の時には、雌雄同時に産卵と放精を行う。2年で成熟し、飼育下では6年ほど生きる。釣りの対象にもなる（エサは赤虫、イトミミズ等）。

## 分布の拡大
先述したように、本来は琵琶湖水系のみに分布するが、水産資源として各地に移植された。1911年に石川県今江潟へ、1917年には霞ヶ浦に移植された記録が残っている。また、琵琶湖産の稚アユに混じって移入したケースもある。カワヒガイとは亜種の関係のため、交雑による遺伝子汚染の可能性が指摘されている。